# إف-101 فودو
ماكدونيل إف - 101 فودو (بالإنجليزية: McDonnell F-101 Voodoo)‏ مقاتلة نفاثة تفوق سرعة الصوت خدمت في القوات الجوية الأمريكية وسلاح الجو الملكي الكندي. صممت فودو في البداية من قبل شركة طائرات ماكدونل كمرافقة قاذفة بعيدة المدى (تُعرف باسم مقاتلة الاختراق) للقيادة الجوية الاستراتيجية للقوات الجوية الأمريكية، وقد طورت الفُودُو بدلاً من ذلك كمقاتلة مسلحة نووية للقيادة الجوية التكتيكية التابعة للقوات الجوية الأمريكية، وطائرة استطلاع على أساس نفس هيكل الطائرة. حددت طائرة F-101A عددًا من سجلات السرعة العالمية للطائرات التي تعمل بالطاقة النفاثة، بما في ذلك أسرع سرعة جوية، حيث وصلت إلى 1,207.6 ميلاً (1,943.4 كم) في الساعة في 12 ديسمبر 1957م. عملوا في دور الاستطلاع حتى عام 1979م.
أدت التأخيرات في مشروع المعترض لعام 1954م إلى مطالب بتصميم طائرة اعتراضية مؤقتة، وهو الدور الذي فاز به في النهاية نموذج B من الفودو. تطلَّب ذلك تعديلات واسعة النطاق لإضافة راداراً كبيراً إلى مقدمة الطائرة، وراداراً ثانٍ لتشغيلها، وحجرة سلاح جديدة باستخدام باب دوار يحافظ على صواريخها الأربعة أ أي ام - 4 فالكون أو صواريخ جو - 2 جني مخفية داخل هيكل الطائرة حتى يحين وقت إطلاق النار. دخلت إف 101 - بي الخدمة مع قيادة الدفاع الجوي الأمريكي في عام 1959م وسلاح الجو الملكي الكندي في عام 1961م. سُلمت أمثلة أمريكية إلى الحرس الوطني الجوي حيث خدموا حتى عام 1982م. ظلت مثيلتها الكندية في الخدمة حتى عام 1984م.

## الفئات
- إف -101 أي: قاذفة مقاتلة الإنتاج الأولي، تم إنتاج 77 وحدة. [2]
- أن إف -101 أي: طائرة واحدة من طراز إف -101 أي تستخدمها شركة جنرال إلكتريك لاختبار محرك جنرال الكتريك جيه 79.
- واي آر إف -101 أي: تم بناء طائرتين من طراز إف -101 أب أس كنماذج استطلاع أولية.
- آر إف -101 أي: أول نسخة استطلاع، تم إنتاج 35 وحدة.
- إف -101 بي: اعتراضية بمقعدين، الإصدار الأكثر عددًا، حيث تم إنتاج 479 وحدة (بما في ذلك سي إف -101 بي).
- سي إف -101 بي: تم نقل 112 طائرة من طراز إف -101 بي إلى سلاح الجو الملكي الكندي.
- آر إف - 101 بي: تم تعديل 22 وحدة من سي إف -101 بي لاستخدام الاستطلاع.
- تي إف - 101 بي: إصدار تدريب مزدوج التحكم من طراز إف -101 بي، معاد تصميمه من طراز إف -101 إف، تم إنتاج 79 وحدة.
- إي إف - 101 بي: تم تحويل طائرة واحدة من طراز أف -101 بي لاستخدامها كهدف رادار وتم تأجيرها لكندا.
- أن إف - 101 بي: النموذج الأولي إف -101 بي على أساس هيكل الطائرة إف -101 أي؛ تم بناء النموذج الأولي الثاني بأنف مختلف.
- إف - 101 سي: قاذفة مقاتلة محسنة، تم إنتاج 47 وحدة.
- آر إف -101 سي: نسخة استطلاع من هيكل الطائرة إف - 101 سي، تم إنتاج 166 وحدة.
- إف - 101 دي: النسخة المقترحة مع محركات جنرال إلكتريك J79 ، لم يتم إنتاجها.
- إف - 101 إي: النسخة المقترحة أخرى مع محركات جنرال إلكتريك J79 ، لم يتم إنتاجها.
- إف - 101 أف: إصدار تدريب مزدوج التحكم من طراز إف -101 بي.
- تي إف - 101 إف: 24 وحدة إصدارًا مزدوج التحكم من طراز اف -101 بي، معاد تسميته إف - 101 إف.
- آر إف -101 جي: تم تحويل 29 طائرة من طراز إف -101 أي بي لاستطلاع أي إن جي.
- آر إف -101 إتش: تم تحويل 32 طائرة من طراز إف -101 سي لاستخدامها في الاستطلاع.

## المستخدمين
كندا
- سلاح الجو الملكي الكندي
- القوات المسلحة الكندية

 الولايات المتحدة
- القوات الجوية للولايات المتحدة
- جامعة ولاية كولورادو[3]

 تايوان
- القوات الجوية لجمهورية الصين الشعبية "تايوان"

## المواصفات (اف -101 بي)[4]

### الخصائص العامة
| الخصائص العامة   | الخصائص العامة |
| الطاقم           | 2 |
| الطول            | 67 قدم 5 بوصة (20.55 م) |
| ---------------- | --- |
| جناحيها          | 39 قدمًا 8 بوصة (12.09 مترًا) |
| ارتفاع           | 18 قدم 0 بوصة (5.49 م) |
| مساحة الجناح     | 368 قدم مربع (34.2 م 2) |
| جناح حامل        | NACA 65A007 (معدل) ؛ نصيحة: NACA 65A006 (معدل)                                                                                          |
| الوزن فارغ       | 28495 رطل (12925 كجم) |
| الوزن الإجمالي   | 45665 رطل (20.713 كجم) |
| أقصى وزن للإقلاع | 52400 رطل (23.768 كجم) |
| سعة الوقود       | 2,053 جالون أمريكي (1,709 جالون إمبراطوري ؛ 7,770 لترًا)                                                                                 |
| المحرك           | 2 × Pratt & Whitney J57-P-55 محركات نفاثة لاحقة، 11990 رطل (53.3 كيلو نيوتن) دفع كل منهما جاف، 16900 رطل (75 كيلو نيوتن) مع احتراق لاحق |

| أداء          | أداء                                                                   |
| ------------- | ---------------------------------------------------------------------- |
| السرعة القصوى | 1134 ميلاً في الساعة (1825 كم / ساعة، 985 عقدة) عند 35000 قدم (11000 م) |
| السرعة القصوى | 1.72 ماخ                                                               |
| المدى         | 1,520 ميل (2450 كم، 1,320 نمي)                                         |
| سقف الخدمة    | 58400 قدم (17800 م)                                                    |
| معدل الصعود   | 36500 قدم / دقيقة (185 م / ث)                                          |
| تحميل الجناح  | 124 رطل / قدم مربع (610 كجم / م 2)                                     |
| الدفع / الوزن | 0.74                                                                   |

## روابط خارجية
- McDonnell F-101 Voodoo articles and publications
- Baugher's F-101 Voodoo Aircraft
- USAF National Museum site: XF-88 page
- McDonnell F-101 "Voodoo" history & information
- F-101 Voodoo Survivors قائمة العروض الثابتة والموقع والأرقام التسلسلية والروابط.